# Голубничий, Николай Иванович
Николай Иванович Голубничий (8 июля 1914, Доброволье, Харьковская губерния — 24 декабря 1977, Тойтепа, Ташкентская область) — советский военнослужащий, участник Великой Отечественной войны, командир расчёта 275-го гвардейского истребительно-противотанкового артиллерийского полка 4-й гвардейской отдельной истребительно-противотанковой артиллерийской бригады 5-й ударной армии 1-го Белорусского фронта, гвардии старшина, полный кавалер ордена Славы.

## Биография
Родился 8 июля 1914 года в селе Доброволье, ныне Близнюковского района Харьковской области, в семье крестьянина. Украинец. Образование начальное. В 1931 году окончил ремесленное училище в городе Краматорске Донецкой области. В 1933—1936 годах работал на рыбных промыслом на Азовском море. В 1936 году уехал в Узбекистан. Работал колхозником в сельхозартели имени Кирова в Среднечирчикском районе Ташкентской области. В 1937—1939 годах проходил службу в Красной Армии.
В январе 1942 года был вновь призван в армию Среднечирчикским райвоенкоматом. С февраля того же года участвовал в боях Великой Отечественной войны. К осени 1943 года воевал в составе 275-го гвардейского истребительно-противотанкового артиллерийского полка 4-й гвардейской отдельной истребительно-противотанковой артиллерийской бригады резерва Верховного главнокомандования. Был старшиной батареи, разведчиком, командиром расчёта. В составе бригады воевал на Центральном, Белорусском и 1-м Белорусском фронтах. Также принял участие в освобождении Украины, в Гомельско-Речицкой операции, Люблин-Брестской, Варшавско-Познанской, Восточно-Померанской и Берлинской наступательных операциях. За участие в форсировании реки Днепр награждён медалью «За отвагу».
18 июля 1944 года при прорыве обороны противника в 27 км юго-западнее города Ковель Волынской области Украины гвардии старший сержант Голубничий огнём из орудия уничтожил миномёт и 3 пулемёта врага, тем самым обеспечил продвижения пехоты. Приказом по частям 15-й гвардейской кавалерийской дивизии (15/н) от 30 июля 1944 года гвардии старший сержант Голубничий Николай Иванович награждён орденом Славы 3-й степени (№ 90202).
14 января 1945 года в наступательном бою в районе населённого пункта Паенкув, 12 км западнее города Пулавы в Польше, гвардии старший сержант Голубничий подавил из орудия огонь вражеской минометной батареи, разрушил 2 блиндажа, уничтожил 2 огневые точки и до 15 солдат противника. Приказом по войскам 1-го Белорусского фронта (443/н) от 11 февраля 1945 года гвардии старший сержант Голубничий Николай Иванович награждён орденом Славы 2-й степени (№ 9684).
В ночь на 20 марта 1945 года гвардии старшина Голубничий с расчётом под огнём противника переправился через реку Одер и занял огневую позицию на плацдарме в 9 километрах северо-западнее города Кюстрин. 22 марта при расширении плацдарма огнём прямой наводкой разбил наблюдательный пункт, уничтожил 3 пулемёта, миномёт, истребил свыше 15 солдат противника. Своими действиями обеспечил продвижение пехоты и занятие населённого пункта. Последние выстрелы артиллерист Голубничий сделал в Берлине. Указом Президиума Верховного Совета СССР от 31 мая 1945 года за образцовое выполнение заданий командования на фронте борьбы с немецкими захватчиками и проявленные при этом доблесть и мужество гвардии старший сержант Голубничий Николай Иванович награждён орденом Славы 1-й степени (№ 3131). Стал полным кавалером ордена Славы.
Член ВКП(б)/КПСС с 1945 года. Участник Парада Победы на Красной площади в Москве 24 июня 1945 года. В ноябре 1945 года был демобилизован. Вернулся в Узбекистан. Работал председателем колхоза имени Кирова, затем в конторе «Заготзерно», с 1964 года — строгальщиком завода металлоконструкций.
Жил в городе Тойтепа ныне Уртачирчикского района Ташкентской области. Умер 24 декабря 1977 года. Похоронен на кладбище города Той-Тепа.

## Награды
- орден Отечественной войны I степени (29 августа 1944);
- орден Славы I степени (31 мая 1945, № 3131);
- орден Славы II степени (11 февраля 1945, № 9684);
- орден Славы III степени (30 июля 1944, № 90202);
- медали, в том числе:
  - три медали «За отвагу» (27 октября 1943, 23 апреля 1944, н/д)[2][6].